# Yuxarı Qaramanlı
Yuxarı Qaramanlı è un comune dell'Azerbaigian situato nel distretto di Neftçala.